# بررسی تاریخ
بررسی تاریخ جهان (به انگلیسی: A Study of History) مجموعهٔ ۱۲ جلدی تاریخ‌نگاری است که توسط آرنولد جی. توینبی، نویسنده و تاریخ‌دان اهل انگلستان نوشته شده‌است. نگارش این کتاب در سال ۱۹۶۱ پایان یافت.